# Jelenskij (obwód kałuski)
Jelenskij (ros. Еленский) – osiedle w Rosji, w obwodzie kałuskim, w rejonie chwastowickim. W 2010 liczyło 1445 mieszkańców.